# Florencio Galindo de la Vara
Florencio Galindo de la Vara (Adanero, 1947-Ávila, 28 de octubre de 2016) pintor español, discípulo de Antonio López, y profesor de la Facultad de Bellas Artes de la Universidad Complutense de Madrid. Ha sido adscrito al estilo realista y su obra se centra en niños además de animales y plantas. Máximo representante de la segunda generación del realismo español. Admirado por el escritor Antonio Gala, como se puede ver en la reproducción de las palabras dedicadas a él con motivo de una de sus exposiciones en Madrid, también ha recibido elogios de artistas de la talla de Benjamín Palencia, quien le definió como “lo completo del arte”.

## Premios y reconocimientos
- 1968 Premio de la Bienal de Ávila.[cita requerida]
- 1972 Beca "Juan March" de Pintura.[10]
- 1973 Premio Nacional de Dibujo "Paco Cossío".[cita requerida]
- 1974 Premio Nacional de Pintura "Blanco y Negro".[11]
- 1976 Premio de Pintura "Bellas Artes".[12]
- 1986 Mención de Honor "Francisco Gil".[13]
- 1986 Medalla de Honor "BMW".[cita requerida]
- 1988 Premio de Pintura "L'Oreal".[cita requerida]

## Exposiciones
- 1973 Galería Egam, Madrid.[cita requerida]
- 1974 Galería Lambert, Sevilla.[cita requerida]
- 1975 Galería Egam, Madrid.[cita requerida]
- 1977 Galería Egam, Madrid.[cita requerida]
- 1980 Galería Biosca, Madrid.[cita requerida]
- 1981 Galería Etienne de Causans, París.[cita requerida]
- 1983 Galería Egam, Madrid.[cita requerida]
- 1987 Galería Biosca, Madrid.[cita requerida]
- 1996 Galería Pilar Parra, Madrid.[cita requerida]
- 2013 Monasterio de Santa María de Valbuena, Fundación Las Edades del Hombre[14]
- 2015 Galería de Arte Rafael[15]